# Gare de Carentan
Gare de Carentan vasútállomás Franciaországban, Carentan településen.

## Vasútvonalak
Az állomást az alábbi vasútvonalak érintik:
- Mantes-la-Jolie–Cherbourg-vasútvonal
- Train Touristique du Cotentin

## Kapcsolódó állomások
A vasútállomáshoz az alábbi állomások vannak a legközelebb:
- Gare de Valognes
- Gare de Lison